# Bernard Herzbrun
Bernard Herzbrun (* 10. Januar 1891 in New York City; † 7. Januar 1964 in Los Angeles, Kalifornien) war ein US-amerikanischer Artdirector und Szenenbildner, der bei der Oscarverleihung 1939 für den Oscar für das beste Szenenbild für den Film Alexander’s Ragtime Band (1938) nominiert war.

## Leben
Herzbrun begann seine Laufbahn als Artdirector und Szenenbildner 1930 bei dem Film Seven Days’s Leave von den Paramount Pictures und wechselte dann 1937 zu 20th Century Fox. Nachdem er 20th Century Fox 1939 verlassen hatte, arbeitete er bis 1940 für zahlreiche Filmproduktionsgesellschaften wie RKO Pictures, ehe er danach von 1940 bis 1955 Leiter der künstlerischen Abteilung der Universal Studios war und dort unter anderem mit Nathan Juran zusammenarbeitete.
Im Laufe seiner 25-jährigen Tätigkeit in der Filmindustrie arbeitete er an der Ausstattung von über 280 Filmen mit.
Bei der Oscarverleihung 1939 wurde er zusammen mit Boris Leven für den Oscar für das beste Szenenbild in dem Film Alexander’s Ragtime Band (1938) nominiert.

## Filmografie (Auswahl)
- 1930: Seven Days’s Leave
- 1932: Die Frau im U-Boot (Devil and the Deep)
- 1934: Behold My Wife
- 1934: Jagd nach dem Glück (The Pursuit of Happiness)
- 1934: Die Schöne der neunziger Jahre (Belle of the Nineties)
- 1935: Mississippi
- 1936: Ausgerechnet Weltmeister (The Milky Way)
- 1937: Angel’s Holiday
- 1937: Second Honeymoon
- 1937: Die Eiskönigin
- 1938: Vier Mann – ein Schwur (Four Men and a Prayer)
- 1938: Little Miss Broadway
- 1938: Suez
- 1939: Die kleine Prinzessin (The Little Princess)
- 1939: Mr. Moto und die Flotte (Mr. Moto’s Last Warning)
- 1940: Remedy for Riches
- 1943: Lady of Burlesque
- 1947: Singapur (Singapore)
- 1947: Zwei trübe Tassen – vom Militär entlassen (Buck Privates Come Home)
- 1947: Die Wildwest-Witwe (The Wistful Widow of Wagon Gap)
- 1947: Der Verbannte (The Exile)
- 1947: Der Senator war indiskret (The Senator Was Indiscreet)
- 1947: Das Netz (The Web)
- 1948: Casbah
- 1948: Qualen der Liebe (A Woman’s Vegenance)
- 1948: Aus dem Dunkel des Waldes (Another Part of the Forest)
- 1948: Bis zur letzten Stunde (Kiss the Blood Off My Hands)
- 1948: Im Lande der Kakteen (Mexican Hayride)
- 1948: Die schwarze Maske (Black Bart)
- 1948: Betrug (Larceny)
- 1948: Rivalen am reißenden Strom (River Lady)
- 1948: Der Mann ohne Gesicht (Rogues’ Regiment)
- 1948: Fünf auf Hochzeitsreise (Family Honeymoon)
- 1949: Kokain (Johnny Stool Pigeon)
- 1949: Die rote Schlucht (Red Canyon)
- 1949: Once More, My Darling
- 1949: Schwert in der Wüste (Sword in the Desert)
- 1949: Die schwarzen Teufel von Bagdad (Bagdad)
- 1949: Rebellen der Steppe (Calamity Jane and Sam Bass)
- 1949: Auf Leben und Tod (The Fighting O'Flynn)
- 1949: Die Geschichte der Molly X (The Story of Molly X)
- 1949: Tödlicher Sog (Undertow)
- 1949: Die Brut des Satans (City Across the River)
- 1949: Liebe auch ohne Patent (Free for All)
- 1949: Abandoned
- 1950: Abbott und Costello als Legionäre (Abbott and Costello in the Foreign Legion)
- 1950: Dein Leben in meiner Hand (Woman in Hiding)
- 1950: The Kid from Texas
- 1950: Verliebt, verlobt, verheiratet (Peggy)
- 1950: I Was a Shoplifter
- 1950: Mein Freund Harvey
- 1950: Revolverlady (Frenchie)
- 1950: Winchester ’73
- 1950: Francis, ein Esel – Herr General (Francis)
- 1950: Abgeschoben (Deported)
- 1950: Ins Leben entlassen (Outside the Wall)
- 1950: Sierra
- 1950: Ohne Skrupel (Shakedown)
- 1950: Gefährliche Mission (Wyoming Mail)
- 1950: Ärger in Cactus Creek (Curtain Call in Cactus Creek)
- 1950: Geheimpolizist Christine Miller (Undercover Girl)
- 1950: Der Wüstenfalke (The Desert Hawk)
- 1950: Südsee-Vagabunden (South Sea Sinner)
- 1950: Ohne Gesetz (Saddle Tramp)
- 1950: Reiter ohne Gnade (Kansas Raiders)
- 1950: Verfemt (The Kid from Texas)
- 1951: Tomahawk – Aufstand der Sioux (Tomahawk)
- 1951: Trommeln des Todes (Apache Drums)
- 1951: Up Front
- 1951: Mord in Hollywood (Hollywood Story)
- 1951: Schwester Maria Bonaventura (Thunder on the Hill)
- 1951: Ausgezählt (Iron Man)
- 1951: Die Mündung vor Augen (Under the Gun)
- 1951: Dschingis Khan – Die goldene Horde (The Golden Horde)
- 1951: Die Höhle der Gesetzlosen (Cave of Outlaws)
- 1951: Die Diebe von Marschan (The Prince Who Was a Thief)
- 1951: Ein Wochenende mit Papa (Week-End with Father)
- 1951: Die Flamme von Arabien (Flame of Araby)
- 1951: Das Zeichen des Verräters (Mark of the Renegade)
- 1951: Spielschulden (The Lady Pays Off)
- 1951: Piraten von Macao (Smuggler‘s Island)
- 1952: Finders Keepers
- 1952: Zu allem entschlossen (Meet Danny Wilson)
- 1952: Unternehmen Rote Teufel (Red Ball Express)
- 1952: Flucht vor dem Tode (The Cimarron Kid)
- 1952: Schüsse in New Mexico (The Duel at Silver Creek)
- 1952: Der Sohn von Ali Baba (Son of Ali Baba)
- 1952: Gegen alle Flaggen
- 1952: Das schwarze Schloß (The Black Castle)
- 1952: Bronco Buster
- 1952: Menschenjagd in San Francisco (The San Francisco Story)
- 1952: Gier nach Gold (The Raiders)
- 1952: Unter falscher Flagge (Yankee Buccaneer)
- 1952: Der Schatz im Canyon (The Treasure of Lost Canyon)
- 1952: Der rote Engel (Scarlet Angel)
- 1952: Aus Liebe zu Dir (Because of You)
- 1953: Feuerkopf von Wyoming (The Redhead from Wyoming)
- 1953: Abbott und Costello gegen Dr. Jekyll und Mr. Hyde (Abbott and Costello Meet Dr. Jekyll and Mr. Hyde)
- 1953: War Arrow
- 1954: Aufruhr in Laramie (Rails into Laramie)
- 1954: Der Schrecken vom Amazonas
- 1955: Ma and Pa Kettle at Waikiki